# Stephen Poplawski
Stephen Poplawski (* 14. August 1885 in Polen; † 9. Dezember 1956 in Racine, Wisconsin) war ein polnisch-US-amerikanischer Erfinder und Unternehmer.

## Leben und Werk
Poplawski emigrierte mit seinen Eltern im Alter von neun Jahren nach Racine in Wisconsin, USA. 1918 gründete er die „Stephens Tool Co.“ und im Jahr 1919 wurde er von der „Arnold Electric Co“. angestellt, um für Restaurants einen automatischen Mixer für „Malted Milk“ zu entwickeln, die in Racine sehr beliebt war. In den 1920er Jahren erhielt er mehrere Patente für solche Geräte und Arnold wurde der führende Hersteller für diese Geräte. In den 1930er Jahren begann er in seiner Freizeit Haushaltsmixer anstelle von kommerziellen Mixern zu konstruieren. Er gründete hierzu die „Stephens Electric Company“. Diese Geräte wurden ab 1946 Osterizer genannt, nachdem Poplawski seine Firma an die „John Oster Manufacturing Company“ verkauft hatte.
1946 setzte sich Poplawski zur Ruhe und starb 1956 in Racine.
Fred Osius verbesserte 1935 Poplawskis Erfindung, als er daraus den Waring-Blender entwickelte.